# Clazziquai
Clazziquai (Hangul: 클래지콰이) este o formație de electronică din Coreea de Sud, compusă din DJ Clazzi, Horan, și Alex Chu.

## Discografie

### Albume de studio
| An   | Informații | Poziția maxim | Poziția maxim |
| An   | Informații | KO            | JP            |
| ---- | --- | ------------- | ------------- |
| 2004 | Instant Pig - Lansat în Coreea, Japonia, și Taiwan - Lansat inițial: 14 mai 2004 - Limbi: coreeană și engleză            | ?             | —             |
| 2005 | Color Your Soul - Lansat în Coreea, Japonia, și Taiwan - Lansat inițial: 22 septembrie 2005 - Limbi: coreeană și engleză | ?             | 94            |
| 2007 | Love Child of the Century - Lansat în Coreea și Japonia - Lansat inițial: 7 iunie 2007                                   | ?             | 72            |
| 2008 | Beat in Love - Lansat numa în Japonia - Lansat: 13 august 2008 - Limbi: japonează și engleză                             | —             | 188           |
| 2009 | Mucho Musica - Lansat în Japonia și Taiwan - Lansat inițial: 1 iulie 2009 - Limbi: japonează și engleză                  | —             | 158           |
| 2009 | Mucho Punk - Lansat în Coreea și Taiwan - Lansat inițial: 14 iulie 2009                                                  | ?             | —             |